# Gianni Patrignani
Gianni Patrignani né le 31 janvier 1906 et mort le 2 août 1991 est un nageur italien ayant participé aux Jeux olympiques d'été de 1924 à Paris.

## Carrière
Aux Jeux olympiques d'été de 1924 à Paris, il est engagé sur les 400 mètres et 1 500 mètres nage libre mais déclare forfait. Lors du relais 4 × 200 mètres, l'équipe italienne réalise 11 min 5 s 2 en séries puis 11 min 0 s 4 en demi-finale mais n'est pas qualifiée pour la finale.
Aux championnats d'Europe de natation en 1926, il se classe 5e avec le relais 4 × 200 mètres (avec Renato Bacigalupo, Emilio Polli et Bruno Parenzan) en 10 min 49 s 5.
Aux championnats d'Italie de natation, de 1923 à 1926, il est sur tous les podiums du 400 mètres nage libre : 3e en 1923 (6 min 16 s) et 1924 (6 min 4 s), 2e en 1925 (6 min 1 s 8) et 1926 (5 min 44 s). Au 1 500 mètres nage libre, il termine aussi 3e en 1923 (24 min 55 s 2) et 1924 (24 min 7 s 2).